# 無產階級文學自由學會
無產階級文學自由學會（烏克蘭語：Вільна академія пролетарської літератури）簡稱VAPLITE（烏克蘭語：ВАПЛІТЕ）為1920年代乌克兰苏维埃社会主义共和国的文學學會，於1926年在哈爾科夫建立，1928年1月28日在政治壓力下被迫解散，成員包括米科拉·赫维廖维、米哈伊洛·雅洛维、奧里斯·多斯維特內、米克拉·庫里什、赫里霍里·埃皮克、巴甫洛·狄青纳、彼得羅·潘奇與米克拉·巴贊等烏克蘭作家，其中米科拉·赫维廖维為首任會長，米克拉·庫里什為末任會長，阿爾卡季·柳別琴科為書記；學會於1926年曾發表年刊，並於1927年發表五期期刊。
VAPLITE雖接受共產黨政府的政治要求，但主張效法西歐文壇以建立新的烏克蘭文學，因而受蘇聯與烏克蘭共產黨政府的猛烈攻擊，1927年米科拉·赫维廖维、米哈伊洛·雅洛维與奧里斯·多斯維特內等主要人物相繼退會，1928年學會仍在強大政治壓力下被迫解散，第6期期刊在印刷廠被扣押而未能出版。許多成員在1933年至1934年間被蘇聯政府殺害，為被處決的文藝復興之受迫害者。